# Troglodyte familier
Troglodytes aedon
Espèce
Statut de conservation UICN

 LC  : Préoccupation mineure
Le Troglodyte familier (Troglodytes aedon) est une espèce de passereaux appartenant à la famille des Troglodytidae.

## Morphologie

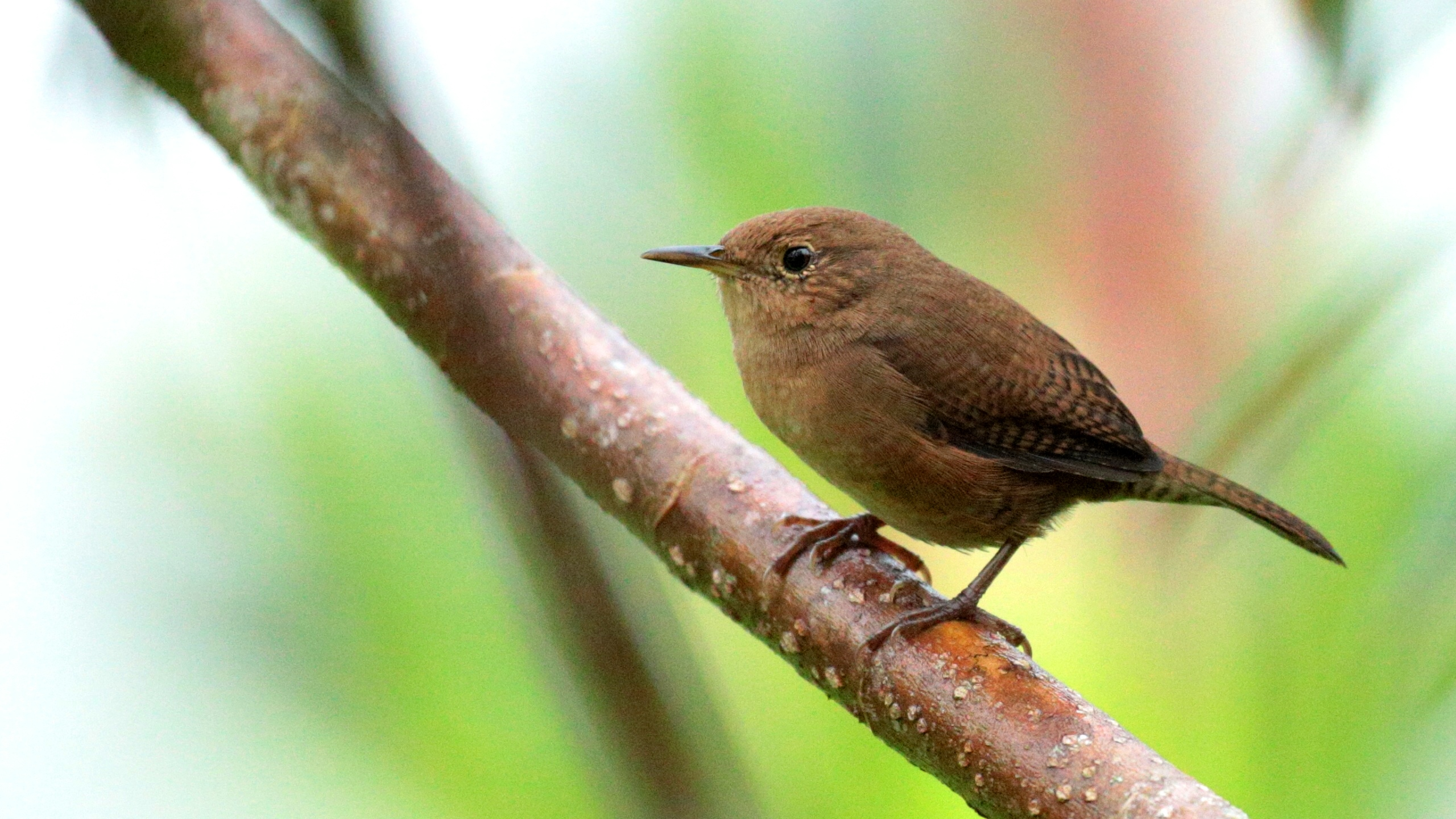
Individu du sud du Mexique

Le troglodyte familier mesure entre 10 et 13 cm et pèse environ 12 g, son apparence est très similaire à celle du troglodyte mignon d'Europe mais il est plus grand que ce dernier. C'est un petit oiseau rond avec un bec fin et une queue courte et étroite. Il n'existe pas de dimorphisme sexuel chez cette espèce.
Le plumage sur les parties supérieures est brun avec des rayures noires sur les ailes et la queue, et sur les parties inférieures le plumage est d'un brun plus claire se dégradant sur le ventre, et les flancs sont rayés d'un brun plus foncé. Le bec est brun avec la mandibule inférieure plus claire, et les pattes sont brunes.
Les juvéniles ont un plumage sombre que les adultes et la poitrine mouchetée.

## Habitat
Il vit dans des espaces plutôt dégagés avec des buissons, des arbustes ou des zones boisées fragmentées.

## Comportement

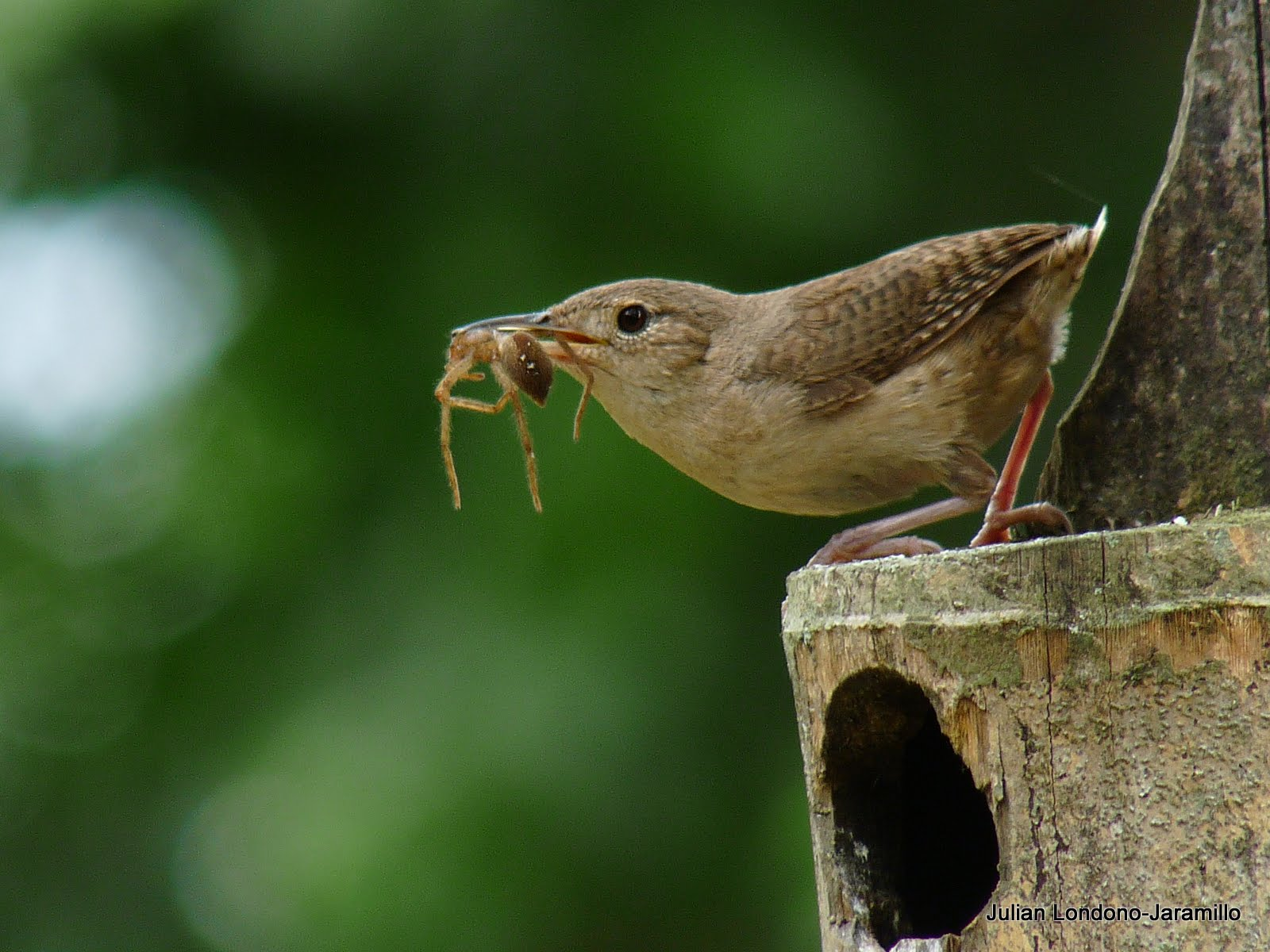
Individu sur un nichoir tenant une araignée

Le troglodyte familier a un régime insectivore.
Cet oiseau est territorial et cherche des perchoirs en hauteur pour chanter, son chant est court et répétitif.
Il a tendance à détruire les œufs des espèces concurrentes.
Un troglodyte familier a une durée de vie de 7 ans en moyenne.

## Reproduction

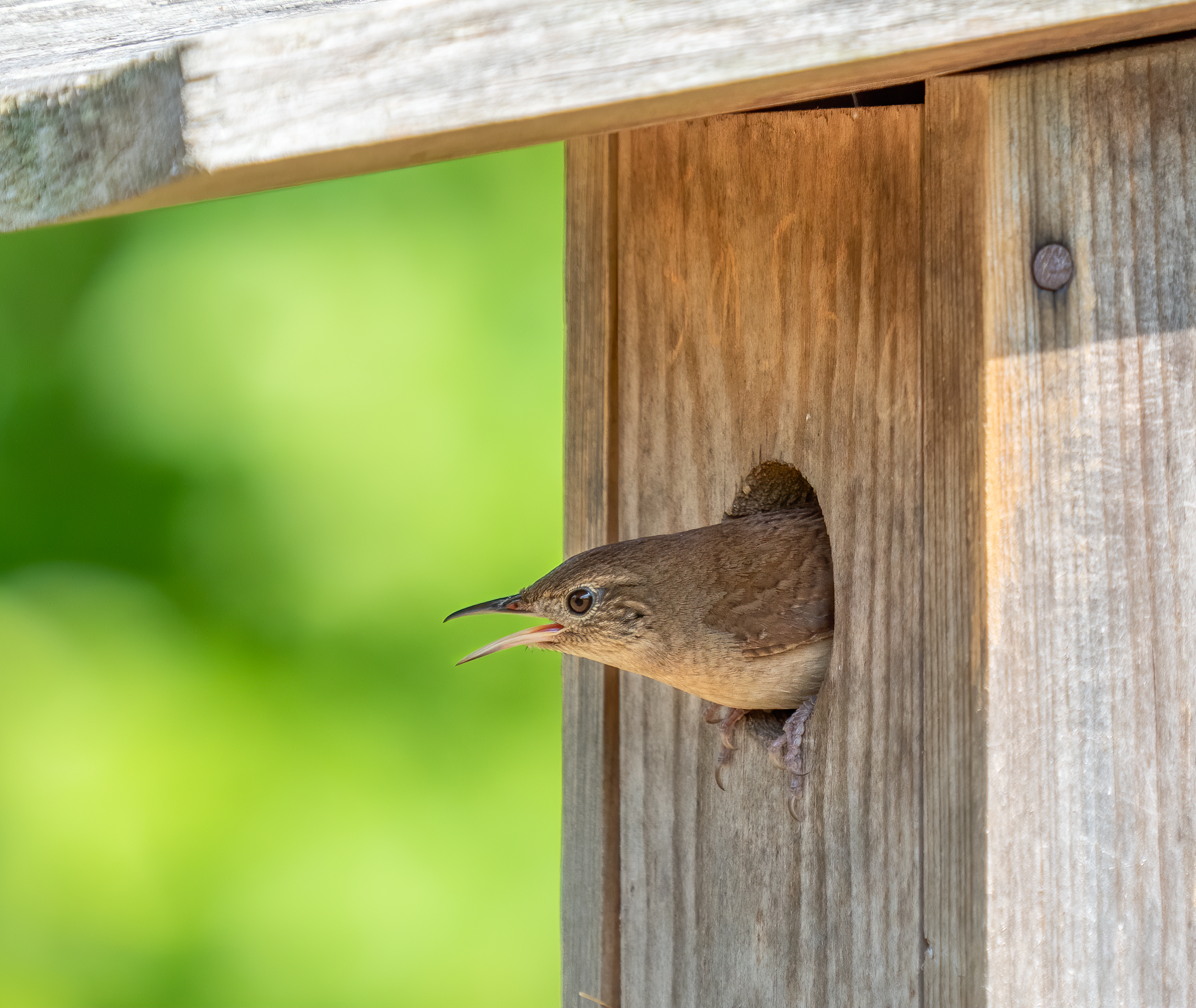
Un troglodyte familier sortant de la petite maison. Juillet 2020.

Les troglodytes familiers sont généralement monogames durant la saison de reproduction, mais peuvent changer de partenaire pour une seconde couvée.
La période de nidification débute fin avril et s'achève en septembre. Les couples nichent dans des cavités arboricoles, où la femelle pond de 2 à 4 œufs.

La couvaison dure environ 12 jours, les juvéniles s'envoleront au bout de 15 à 17 jours cependant les parents continuent de les alimenter pendant 2 semaines.

## Sous-espèces
Selon la classification de référence du Congrès ornithologique international (14.2, 2024) :
- T. a. parkmanii Audubon, 1839 — centre/ouest
- T. a. aedon Vieillot, 1809 — sudest du Canada et est des États-Unis
- T. a. cahooni Brewster, 1888 — du sud-est de l'Arizona au centre du Mexique
- T. a. brunneicollis Sclater, 1858 — centre/sud du Mexique